# Tin-Lun Ho
Tin-Lun Ho, genannt Jason Ho, ist ein chinesisch-US-amerikanischer theoretischer Festkörperphysiker.
Ho machte 1972 seinen Abschluss am Chung Chi College der chinesischen Universität Hongkong und ging danach in die USA, wo er ab 1972 an der University of Minnesota und ab 1973 an der Cornell University studierte, wo er 1977 bei N. David Mermin promoviert wurde. Als Post-Doktorand war er 1978 bis 1980 bei Christopher Pethick an der Nordita und 1980 bis 1982 an der University of California, Santa Barbara. 1983 wurde er Assistant Professor, 1989 Associate Professor und 1996 Professor an der Ohio State University. 2002 erhielt er dort den Rang eines Distinguished Professor.
1984 war er Sloan Research Fellow und 1999 Guggenheim Fellow. 2000 wurde er Fellow der American Physical Society, 2015 wurde er in die American Academy of Arts and Sciences gewählt.
Ho befasste sich unter anderem mit Quantenflüssigkeiten (zum Beispiel Supraflüssiges Helium 3, wobei er früh topologische Ideen anwandte), Quasikristallen und dem Quanten-Hall-Effekt. In jüngster Zeit befasst er sich mit Bose-Einstein-Kondensaten und Optischen Gittern, für deren Erzeugung mit Fermionen er 2009 einen Abkühlungsmechanismus vorschlug.
2008 erhielt er den Lars-Onsager-Preis für Beiträge zu Quantenflüssigkeiten und verdünnte Quantengase, sowohl mit mehreren Komponenten als auch schnell rotierend, und für seine führende Rolle bei der Vereinigung von Festkörperphysik und Atomphysik in diesem Forschungsgebiet.